# 江崎駅
江崎駅（えさきえき）は、山口県萩市大字下田万にある、西日本旅客鉄道（JR西日本）山陰本線の駅である。
同県最北端の駅で、以前は「さんべ」・「ながと」等の急行も停車していたが、1997年3月22日以降は普通列車のみ停車する。

## 歴史
- 1928年（昭和3年）3月25日：鉄道省山陰本線飯浦駅 - 須佐駅間延伸時に開設[1]。客貨取扱開始[1]。
- 1978年（昭和53年）3月1日：貨物取扱廃止[1]。
- 1985年（昭和60年）3月14日：荷物扱い廃止[1]、簡易委託駅化[2]。
- 1987年（昭和62年）4月1日：国鉄分割民営化に伴い、西日本旅客鉄道（JR西日本）の駅となる[1]。
- 2013年（平成25年）7月28日：豪雨災害に伴い線路が被災、一時当駅を含む益田駅 - 長門市駅間が運休（※益田駅 - 当駅 - 須佐駅間については11月9日に運行再開）。
- 2017年（平成29年）5月13日：この日より下り列車も旧上りホームに停車するように切替わる。

## 駅構造
単式ホーム1面1線を有する地上駅（停留所）。以前は相対式ホーム2面2線を有し、交換設備を備えていたが、老朽化した跨線橋が解体され、駅舎側旧上りホームのみ使用されている。以前は長門市方に下りホームへの跨線橋が設置されていた。なお、出発信号や場内信号等は撤去されているため、実質棒線駅となっている。木造駅舎を備える。
長門鉄道部管理の簡易委託駅。午後5時以降は無人となる。駅構内に飲料自動販売機がある。

## 利用状況
近年の1日平均乗車人員の推移は以下の通り。
| 乗車人員推移 | 乗車人員推移 |
| 年度         | 1日平均人数  |
| ------------ | ------------ |
| 1999         | 144          |
| 2000         | 128          |
| 2001         | 114          |
| 2002         | 111          |
| 2003         | 89           |
| 2004         | 90           |
| 2005         | 78           |
| 2006         | 81           |
| 2007         | 69           |
| 2008         | 66           |
| 2009         | 60           |
| 2010         | 49           |
| 2011         | 43           |
| 2012         | 49           |
| 2013         | 53           |
| 2014         | 57           |
| 2015         | 50           |
| 2016         | 45           |
| 2017         | 30           |
| 2018         | 29           |
| 2019         | 28           |
| 2020         | 33           |
| 2021         | 36           |
| 2022         | 43           |

## 駅周辺
港町江崎外れにある。
- 江崎港
- 萩市田万川総合事務所（旧田万川町役場）
- 江崎郵便局
- 萩警察署江崎幹部交番
- 国道191号
- 山口県道14号益田阿武線
- 山口県道17号津和野田万川線
- 山口県道304号江崎停車場線
- 萩市立田万川中学校
- 萩市立多磨小学校
- 石見交通「萩阿武商工会前」停留所 - 小浜江崎線
- 田万川
- キヌヤ 江崎店

## 隣の駅
西日本旅客鉄道（JR西日本）
■山陰本線
飯浦駅 - 江崎駅 - 須佐駅